# Enfrentamientos en la gobernación de Hama (2011–2012)
Los enfrentamientos en la gobernación de Hama fueron una serie de incidentes de enfrentamientos durante finales de 2011 y principios de 2012 en la gobernación de Hama en Siria, como parte de la fase de insurgencia temprana de la Guerra Civil Siria.

## 2011

### Septiembre
El fiscal general de la gobernación de Hama anunció su dimisión el 1 de septiembre en respuesta a la represión gubernamental de las protestas. El gobierno afirmó que había sido secuestrado y obligado a mentir a punta de pistola.

### Noviembre
El 14 de noviembre, la agencia siria SANA informó la muerte de 13 soldados. Para el 17 de noviembre, las protestas parecían haberse calmado y la ciudad estaba bajo control del gobierno, aunque se dieron varias redadas en busca de insurgentes y desertores.

### Diciembre
El 9 de diciembre, Hama vio las mayores protestas contra el gobierno en la ciudad desde agosto.
Al menos seis miembros de las fuerzas de seguridad murieron en Hama el 11 de diciembre. Las autoridades sirias afirmaron haber arrestado a un presunto terrorista que intentaba colocar una bomba cerca de un edificio residencial. También hubo informes de que varios civiles habían recibido disparos.
El 14 de diciembre, matando a cinco personas, en respuesta, el Ejército Sirio Libre organizó una emboscada contra un convoy del ejército matando a ocho soldados.
El ejército se desplegó en la ciudad el 14 de diciembre en un esfuerzo por sofocar las protestas, lo que resultó en al menos diez muertos en enfrentamientos contra milicianos del Ejército Sirio Libre en el Puente Hadid.
Se denunció la muerte de seis manifestantes, el 29 de diciembre, cuando los monitores de la Liga Árabe llegaron a la ciudad.

## 2012

### Enero
Se denunció nueve manifestantes el 7 de enero de 2012.

Según fuentes rebeldes, el 7 de enero de 2012, el coronel Afeef Mahmoud Suleima de la división de logística de la Fuerza Aérea Siria desertó con al menos cincuenta de sus hombres, afirmando:
Somos del ejército y hemos desertado porque el gobierno está matando a manifestantes civiles. El ejército sirio atacó a Hama con armas pesadas, ataques aéreos y fuego pesado de tanques... Pedimos a los observadores de la Liga Árabe que visiten las zonas afectadas por los ataques aéreos y los ataques para que puedan ver los daños con sus propios ojos, y les pedimos que envíen a alguien para descubrir los tres cementerios de Hama llenos de más de 460 cadáveres.
El 25 de enero, el ejército asaltó los distritos de Bab Qebli, Hamidiyeh y Malaab controlados por rebeldes, muriendo al menos 7 personas.
El 28 de enero se encontraron al menos 17 cadáveres con heridas de bala en la cabeza, que según los rebeldes fueron causadas por las fuerzas progubernamentales cuando lanzaron una incursión blindada en la ciudad y que al menos uno de los ejecutados era un policía desertor.
A finales de enero de 2012, según los rebeldes cuatro barrios de Hama estaban bajo su control.

### Febrero
Según Reuters, cinco soldados murieron "en enfrentamientos con combatientes rebeldes en la ciudad de Qalaat al-Madyaq, en la inquieta zona de Hama". Los rebeldes afirmaron que el ejército sirio mató a 10 combatientes del ELS en Kafr Nabudah. Según la televisión estatal siria, hombres armados se enfrentaron a soldados, causando la muerte de un oficial y un sargento y heridas a un cabo.
El 15 de febrero, cinco soldados murieron y nueve resultaron heridos durante los enfrentamientos con rebeldes en Qalaat al-Madiq.
El 28 de febrero, el ejército bombardeo Halfaya, donde según los rebeldes habrían muerto 20 personas.

### Marzo
Para el 27 de marzo, los rebeldes controlaban Qalaat al-Madiq y las aldeas circundantes que había sido bombardeada durante 17 días, cuando el ejército asaltó la ciudad, donde según los rebeldes habrían muerto 4 civiles, 5 milicianos y 4 soldados.

## Secuelas
Entre finales de marzo y abril continuaron las matanzas de soldados.
En abril, hubo una gran explosión en un barrio de Hama controlado por rebeldes, aunque su causa y las cifras de víctimas fueron controvertidas: los medios estatales informaron de 16 personas muertas después de que “explotara un artefacto explosivo mientras un grupo terrorista lo instalaba en una casa que se utilizó para fabricar explosivos”; los rebeldes dijeron que 70 civiles fueron masacrados cuando una hilera de chabolas de cemento colapsó tras los intensos bombardeos dedl ejército.
El ejército sirio participó en bombardeos de artillería pesada en los suburbios de Hama. Los enfrentamientos comenzaron después de que los rebeldes atacaran los puestos de control militares, donde según los rebeldes, sufrieran cuatro muertos, el ejército comenzó a bombardear zonas residenciales, matando a entre 30 y 37 civiles.
El 6 de junio de 2012 se produjo una masacre de unas 78 personas en la pequeña aldea de Al-Qubeir, cerca de Hama. Muchas de las víctimas eran mujeres y niños, como lo fueron en la masacre anterior de Houla en la región de Homs.
Los medios estatales afirmaron que el ejército sirio mató a tres rebeldes el 30 de junio. También declararon que un grupo rebelde liderado por Firas Imad al-Taa'meh había sido diezmado durante los enfrentamientos con el ejército.
El 7 de julio, los medios estatales afirmaron que al menos dos rebeldes murieron cuando intentaron atacar a una patrulla del ejército.
El 13 de julio, en Tremseh, cerca de Hama, fue bombardeado por helicópteros artillados y tanques y luego asaltado por milicianos que llevaron a cabo asesinatos al estilo de la ejecución; según los rebeldes el ejército mató a más de 200, mientras que los medios estatales culparon a los "terroristas".
El 29 de julio, los medios estatales afirmaron que al menos 5 rebeldes murieron en un enfrentamiento con el ejército en el campo de Hama. 
En septiembre-octubre, el barrio de Masha al-Arb'een controlado por la oposición, fue demolido por el ejército y arrasaron 40 acres.
El 5 de noviembre, el opositor Observatorio Sirio y milicianos del ELS afirmaron que 50 soldados murieron cuando rebeldes islamistas de Jabhat al-Nusra bombardearon un puesto de control cerca de Hama.
El 18 de diciembre, milicianos rebeldes tomaron el control de la ciudad de Halfaya, cerca de Hama.